# Semana de la Moda

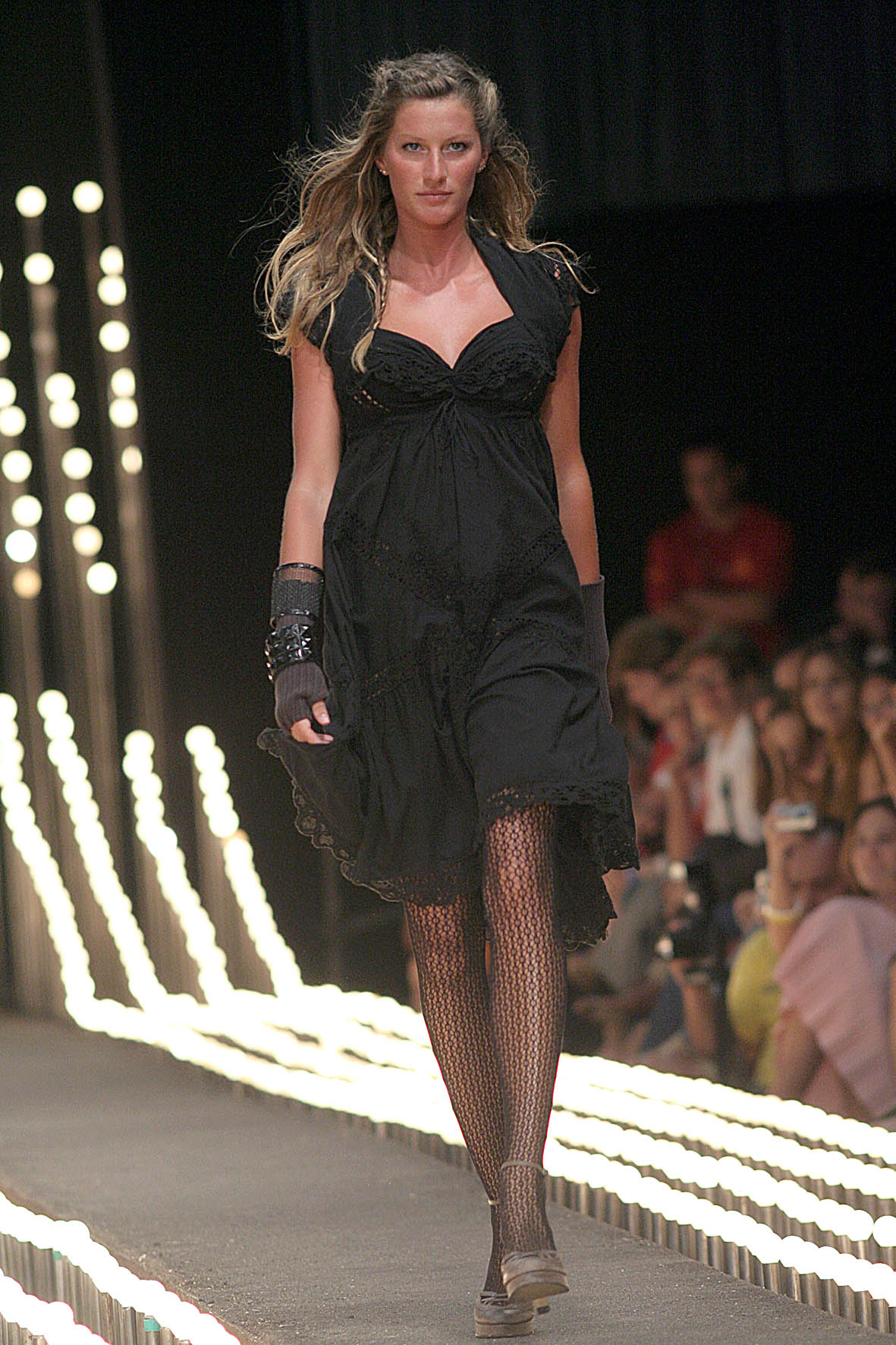
Gisele Bündchen en el Fashion Rio Inverno 2006

Una Semana de la Moda (en inglés, Fashion Week) es un evento que se realiza en las capitales más importantes. Son eventos anuales, de enero a marzo, donde los diseñadores muestran sus colecciones otoño-invierno y primavera-verano. La Semana de la Moda se debe realizar meses antes de la temporada para dar tiempo a los fabricantes de dar una muestra de sus creaciones para la siguiente temporada. Esto también da tiempo a los comerciantes de adquirir los materiales e introducir los diseños en el mercado detallista.
El calendario se inicia con la Semana de la Moda de Nueva York, seguida por la de Londres. La antepenúltima es la Semana de la Moda de Milán y termina con la Semana de la Moda de París. Estas ciudades son tradicionales en el mundo de la moda, seguidas por nuevas «semanas de la moda» que están teniendo lugar alrededor del mundo. La pasarela masculina se estrena entre otoño-invierno y primavera-verano en Milán.
A la Semanas de la Moda asisten compradores de las principales tiendas, los redactores de las revistas de moda, los medios de comunicación, celebridades y miembros del mundo del espectáculo. En años pasados, la Semana de la Moda era predominantemente para satisfacer el comercio; sin embargo, hoy son acontecimientos del medio y del entretenimiento. Pueden incluir música en vivo, celebridades, galas pródigas y acontecimientos de caridad. Algunos eventos permiten que el público compre pases especiales para ver los espectáculos de pasarela o asista a exposiciones que muestran bolsos, joyería, zapatos, etc.

## Historia
La primera «semana de la moda» se celebró en Nueva York en el año 1943, con el objetivo de desviar la atención que acaparaba la moda francesa durante la Segunda Guerra Mundial, cuando los expertos de la moda no podían viajar a París a ver los desfiles. La publicista de la moda Eleanor Lambert era la organizadora de un evento llamado Semana Editorial, donde diseñadores americanos, que anteriormente le habían rechazado sus creaciones, mostraban sus colecciones a periodistas de la moda. Los compradores no podían asistir al show; sólo tenían la opción de visitar directamente a los diseñadores y ver sus muestras. El evento fue un éxito, y revistas de la moda como Vogue empezaron a mostrar más diseños americanos y minimizaron los franceses. Sin embargo, después de la guerra, la gente regresó a París y otras capitales de la moda como Londres y Milán para los nuevos eventos que fueron creados. En ese momento, estas ciudades controlaban el calendario de la moda. Esto significaba menos viajes: de Nueva York hacia Londres, Milán y París en solo un mes. Para los compradores extranjeros, la conveniencia de estos arreglos le ha dado mayor importancia a la moda por la proximidad que hay entre estas tres ciudades. Por orden de importancia, la pasarela de moda más importante es la de París, seguida por Nueva York, Milán, Londres y Berlín en este orden.

## Críticas
La mayor crítica es que los nuevos diseñadores que emergen de «semanas de la moda», como la de Los Ángeles o São Paulo, no obtienen el mismo reconocimiento que los diseñadores que presentan sus colecciones en las tradicionales «semanas de la moda», como París, Londres, Milán, Nueva York y Berlín. Esto también significa que los diseñadores que controlan el mercado, y aquellos nuevos diseñadores que provienen de países menos desarrollados, no tengan la oportunidad de participar en estos eventos en capitales tan importantes. Aunque poseen el talento, su oportunidad de mostrar sus creaciones son pocas.

## Ciudades con Fashion Weeks
| Ciudad                  | Nombre | Fecha establecida                              |
| ----------------------- | --- | ---------------------------------------------- |
| Bogotá                  | Bogota Fashion Week (BFW) | 2017                                           |
| Buenos Aires            | Fashion Week Ciudad de Buenos Aires (enlace roto disponible en Internet Archive; véase el historial, la primera versión y la última). | 2021                                           |
| Tel Aviv                | Fashion Week Tel Aviv | 2020                                           |
| San José                | Costa Rica Fashion Week | 2001                                           |
| Ámsterdam               | Amsterdam International Fashion Weeks                                                                                                 | 2004                                           |
| Asunción                | Asunción Fashion Week | 2003                                           |
| Atenas                  | Hellenic Fashion Week | 2000                                           |
| Atlanta                 | Haute-lanta Fashion Week | 2006                                           |
| Auckland                | New Zealand Fashion Week | 2001                                           |
| Baltimore               | Baltimore's Fashion Week | 2008                                           |
| Bangkok                 | Bangkok Fashion Week | 2005                                           |
| Barcelona               | Barcelona Fashion Week | 1981 (Pasarela Gaudí desde 2001)               |
| Barranquilla            | Barranquilla Fashion Week | 2013 (http://www.barranquillafashionweek.com/) |
| Belgrado                | Belgrade Fashion Week | 1996                                           |
| Bellevue                | Bellvue Fashion Week | 2007                                           |
| Brooklyn                | [ 9 ] | 2003-05 Brooklyn Designers 2008 its new form   |
| Berlín                  | Berlin Fashion Week Archivado el 1 de agosto de 2021 en Wayback Machine.                                                              | 2007                                           |
| Bucaramanga             | Santander Fashion Week | 2008                                           |
| Bogotá                  | Bogotá Fashion Week | 2009                                           |
| Bolivia                 | International Fashion Week Bolivia | 2016                                           |
| Buenos Aires            | Buenos Aires Fashion Week | 2001                                           |
| Cali                    | Cali Exposhow | 2008                                           |
| Caracas                 | Tolón Fashion Week | 2017                                           |
| Cesena                  | Cesena Fashion Week | 2012                                           |
| Charleston              | Charleston Fashion Week | 2007                                           |
| Chicago                 | Chicago Fashion Week |                                                |
| Ciudad del Cabo         | Cape Town Fashion Week | 2003                                           |
| Ciudad del Este         | Ciudad del Este Fashion Week Archivado el 3 de febrero de 2011 en Wayback Machine.                                                    | 2010                                           |
| Cleveland               | Fashion Week Cleveland | 2002                                           |
| Columbus                | Columbus Fashion Week | 2007                                           |
| Copenhague              | Copenhagen Fashion Week | 1964 (Unknown in its current form)             |
| Chipre                  | Cyprus Fashion Week | 2008                                           |
| Dar es Salaam           | Swahili Fashion Week | 2008                                           |
| Dubái                   | Dubai Fashion Week | 2006                                           |
| Dublín                  | Dublin Fashion Week |                                                |
| El Salvador             | Mercedes-Benz Fashion Week El Salvador                                                                                                |                                                |
| Florencia               | Pitti Immagine (Semana de la Moda de Florencia)                                                                                       | 1954                                           |
| Filadelfia              | Philadelphia Fashion Week | 2003 in its current form                       |
| Fort Lauderdale         | FTL MODA | 2007                                           |
| Fray Bentos             | Fashion Week Río Negro Archivado el 1 de marzo de 2021 en Wayback Machine.                                                            | 2019                                           |
| Granada                 | Granada Fashion Week | 2019                                           |
| Guayaquil               | Ecuador Fashion Week | 2003                                           |
| Honduras                | Fashion Week Honduras | 2007                                           |
| Hong Kong               | Hong Kong Fashion Week | 1968                                           |
| Johannesburgo           | Joburg Fashion Week | 2007                                           |
| Kiev                    | Ukrainian Fashion Week | 1997                                           |
| Kingston                | Caribbean Fashion Week | Started November 2001 (Now held in June)       |
| Kōbe                    | Kobe Fashion Week | Started from 2006 A/W collection               |
| Kuala Lumpur            | Malaysia Fashion Week | 2007-2008                                      |
| Lahore                  | Pakistan Fashion Week | 2007                                           |
| Lagos                   | Nigerian Fashion Week | 2007                                           |
| Las Vegas               | Las Vegas Fashion Week | 2009                                           |
| Lisboa                  | Moda Lisboa/Lisbon Fashion Week | 1994                                           |
| Lima                    | Semana de la moda en Lima/Lima Fashion Week Archivado el 4 de marzo de 2016 en Wayback Machine.                                       | 2008                                           |
| Liverpool               | Liverpool Fashion Week | 2008                                           |
| Londres                 | London Fashion Week | 1961 (1993 in its current form)                |
| Los Ángeles             | Los Angeles Fashion Week | 2003                                           |
| Madrid                  | Mercedes-Benz Fashion Week Madrid | 1963                                           |
| Marbella                | Marbella Fashion Week | 2018                                           |
| Maracaibo               | Pasarela Moda Maracaibo Fashion Week                                                                                                  | 2018                                           |
| Mérida                  | Mérida Fashion Week | 2020                                           |
| Palma de Mallorca       | Mallorca Fashion Week | 2009                                           |
| Manila                  | Philippine Fashion Week | 1997                                           |
| Medellín                | Colombiamoda | 2005                                           |
| Melbourne               | L'Oreal Melbourne Fashion Festival |                                                |
| Ciudad de México        | Fashion Week México | 1998                                           |
| Miami                   | Funkshion: Fashion Week Miami Beach                                                                                                   | 1998                                           |
| Miami                   | Miami Fashion Week | 1998                                           |
| Miami                   | Mercedes-Benz Fashion Week Miami | 1998                                           |
| Milán                   | Settimana della moda di Milano | 1958                                           |
| Montreal                | Montréal Fashion Week |                                                |
| Moscú                   | Fashion Week in Moscow | 1994 (2003 in its current form)                |
| Moscú                   | Russian Fashion Week | 2001                                           |
| Bombay                  | Mumbai Fashion Week | 2001                                           |
| Nashville               | Music City Fashion Week | 2008                                           |
| Nueva Delhi             | Delhi Fashion Week | 2008                                           |
| Nueva Delhi             | India Fashion Week | 2000                                           |
| Nueva York              | New York Fashion Week | 1943 (1993 in its current form)                |
| Nueva York              | Mercedes Benz Fashion Week New York                                                                                                   |                                                |
| Nueva York              | Colombia Exposhow | 2004                                           |
| Nicaragua               | Fashion Week Nicaragua (Organizado por Ossiel Herrera Nicaragua Diseña (Organizado por INTUR).                                        | 2006-2017 2012-2017                            |
| Oslo                    | Oslo Fashion Week | 2004                                           |
| Ottawa                  | Ottawa Fashion Week | 2008 in its current form                       |
| París                   | Paris Fashion Week | 1973 in its current form                       |
| Panamá                  | Fashion Week Panamá |                                                |
| Punta del Este          | Pasarela Punta del Este | 2008                                           |
| Puerto Rico             | Puerto Rico Fashion Week | 1999                                           |
| Pedro Juan Caballero    | Frontera Fashion Weekend | 2019                                           |
| Portland                | Portland Fashion Week | 2003                                           |
| Porto Alegre            | Donna Fashion Iguatemi | 2001                                           |
| Praga                   | Prague Fashion Week | 2002                                           |
| Reikiavik               | Iceland Fashion Week | 2000                                           |
| Río de Janeiro          | Fashion Rio |                                                |
| Roma                    | Rome Fashion Week |                                                |
| Sacramento              | Sacramento Fashion Week | 2008                                           |
| San Francisco           | San Francisco Fashion Week | 2004                                           |
| Santa Cruz de la Sierra | Bolivia Moda | 2005                                           |
| Santiago de Chile       | Santiago Fashion Week | 2006                                           |
| Santo Domingo           | Dominicana Moda Archivado el 17 de marzo de 2018 en Wayback Machine.                                                                  | 2006                                           |
| São Paulo               | São Paulo Fashion Week | 1995                                           |
| Sarajevo                | Sarajevo Fashion Weeks - two rival events                                                                                             | [ 53 ]                                         |
| Scottsdale              | Scottsdale Fashion Week | 2005                                           |
| Singapur                | Singapore Fashion Week. | 1987                                           |
| Seattle                 | Seattle Fashion Week Archivado el 15 de abril de 2019 en Wayback Machine.                                                             | 2003                                           |
| Seúl                    | Seoul Fashion Week | [ 11 ]                                         |
| Shanghái                | Shanghai Fashion Week |                                                |
| Sídney                  | Australian Fashion Week | 1995                                           |
| San Luis                | St. Louis Fashion Week |                                                |
| Estocolmo               | Stockholm Fashion Week | 1995                                           |
| Taipéi                  | Taipei Fashion Week | 2018                                           |
| Taskent                 | Tashkent Fashion Week | 2006                                           |
| Teherán                 | | 2006                                           |
| Toronto                 | L'Oreal Fashion Week | 2001                                           |
| Tokio                   | Japan Fashion Week | 1985 (2005 in its current form)                |
| Ulán Bator              | Goyol | 1988                                           |
| Valencia                | Valencia Fashion Week |                                                |
| Viña del Mar            | Semana de la Moda de Viña del Mar, Chile                                                                                              | 2011                                           |
| Varsovia                | Warsaw Fashion Street | 1996                                           |
| Zagreb                  | Zagreb Fashion Week | 2003                                           |